# Ринвайл

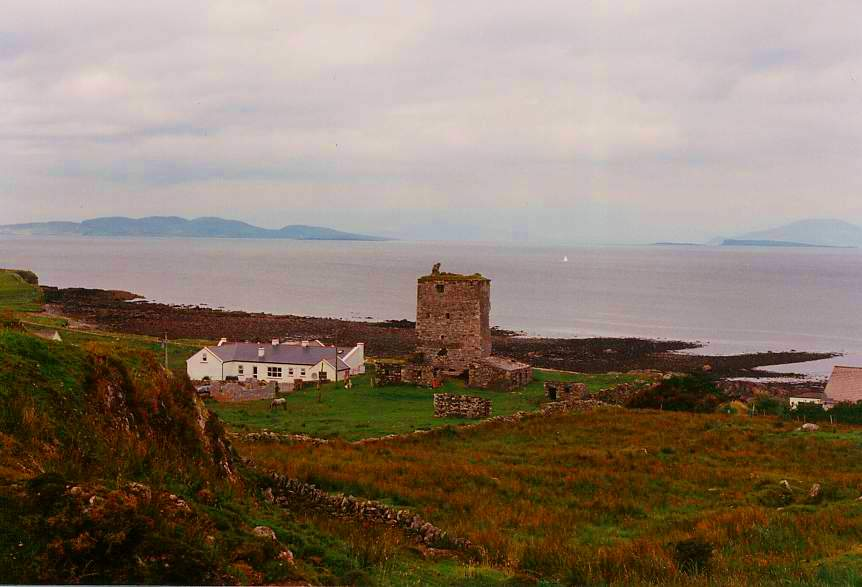
Развалины Ринвайльского замка

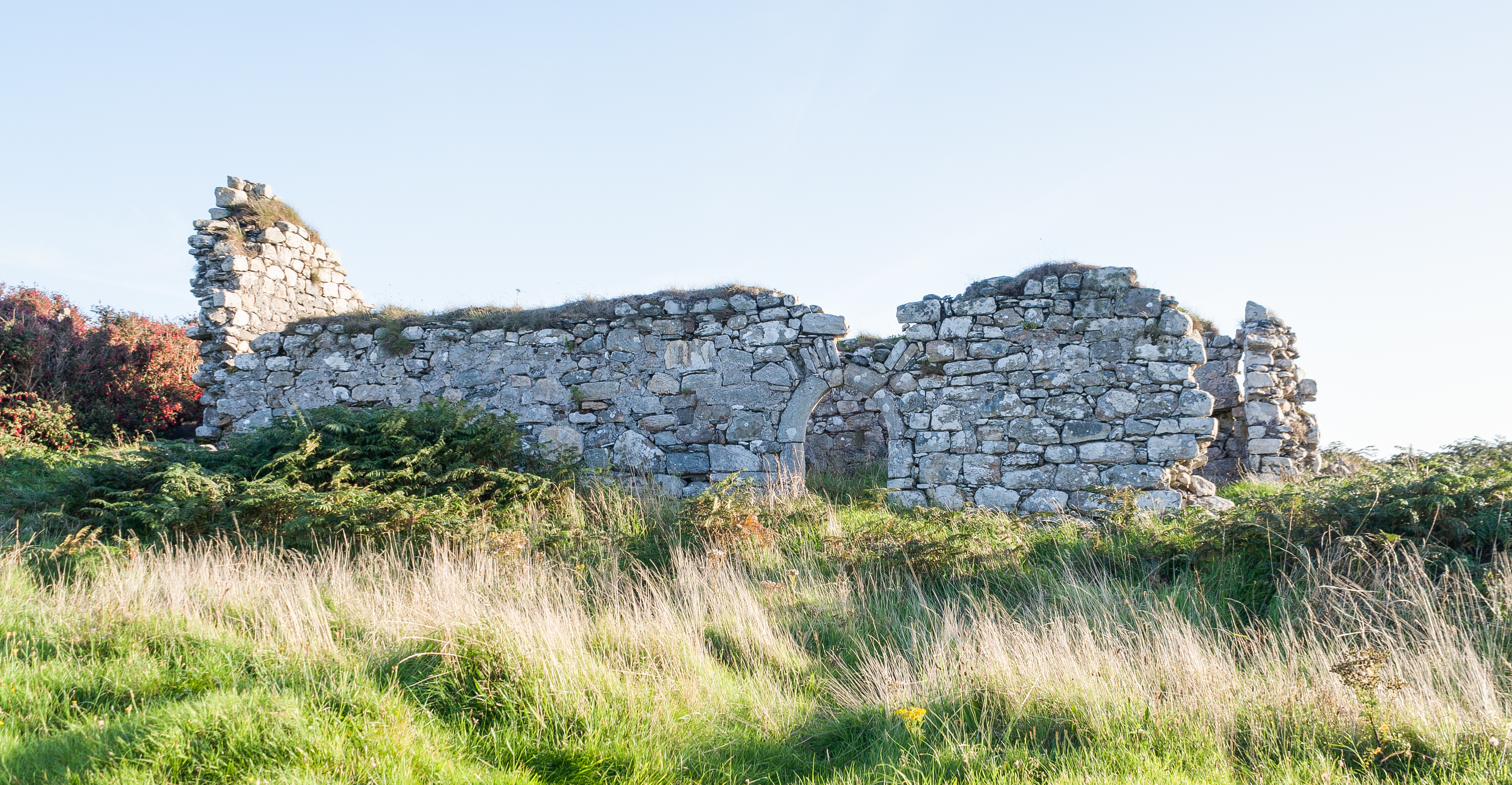
Развалины церкви Семи сестёр

Ринвайл (англ. Renvyle или англ. Rinvyle, ирл. Rinn Mhaoile – "лысый полуостров") – это полуостров и избирательный округ на северо-западе Коннемара в графстве Голуэй, недалеко от границы с графством Мейо в Ирландии.

## История
Руины замка Грейс О'Мэлли («Gráinne Ní Mháille») находятся на западной окраине полуострова. Неподалеку, в Кашлине, находится разрушенная средневековая церковь Семи дочерей, названная в честь Семи сестёр из Ринвайла, которые проповедовали в этом районе.

## География

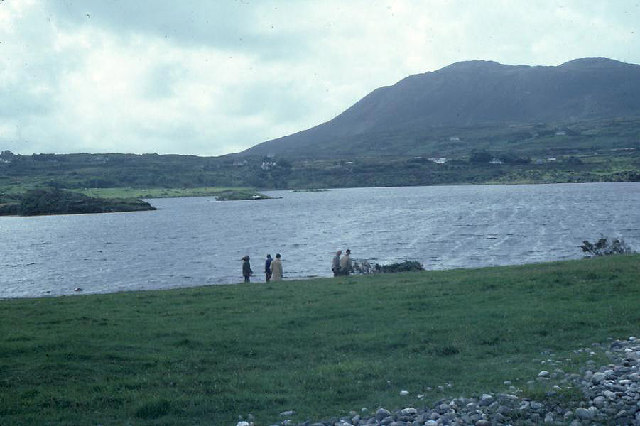
Гора Талли и залив Ринвайл. Вид на юг с галечного берега, отделяющего залив от океана.

Ринвайл с трёх сторон окружён Атлантическим океаном, а с четвёртой – рекой Даурос (Dawros). Избирательный округ содержит деревни Талли и Талли-Кросс. Ринвайл расположен в округе Баллинакилл и исторически был частью баронства Баллинахинч. Деревни Линейн и Леттерфрак находятся рядом, а Клифден — ближайший город, расположенный в 19 км (12 милях) к югу.
На полуострове преобладает холм Леттер (также известный как гора Талли), высота которого составляет 356 метров. Также видны горы Двенадцать Бенов и гора Муилрей, самая большая гора в Коннахте. Острова Иништурк, Инишбофин, Крамп и Фречойлан лежат у изрезанной береговой линии.

## Экономика
Ринвайл расположен в туристической зоне. Общественные здания и учреждения включают аптеку, три начальные школы, несколько отелей и пансионатов, почтовое отделение, супермаркет и другие магазины, церковь, общественный центр, кредитный союз, несколько пабов, центр верховой езды, поле для гольфа и детские ясли. В этом районе проходит несколько фестивалей, в том числе Фестиваль мидий в Коннемаре, Неделя болот и Неделя моря.
Аббатство Кайлмор также находится в двух милях отсюда и было основным местом обучения девочек-подростков в этом районе, пока оно не было закрыто (как школа) в 2010 году. Учащиеся средней школы теперь обычно посещают Клифденскую общественную школу (Clifden Community School). В этом районе есть три национальные школы: Eagle's Nest NS, Tully NS и Lettergesh NS.
Renvyle GAA, Gráinne Mhaoils и West Coast United — некоторые из спортивных команд, базирующихся поблизости.

## Ринвайл Хаус
Ринвайл Хаус (Renvyle House), ныне отель, расположен в Рушендаффе в Западном Ренвайле. Первоначально он был одноэтажным, к которому в середине XIX века был надстроен дополнительный этаж. Говорят, что древесина, использованная при строительстве пристройки к дому, была получена в результате кораблекрушения в заливе. Англоирландская семья землевладельцев Блейков в XIX веке владели полуостровом до Восточного Леттергеша. Дом был продан перед Ирландской войной за независимость хирургу, поэту, писателю и сенатору Оливеру Сент-Джону Гогарти. В 1923 году его сожгли дотла ИРА  во время Ирландской гражданской войны, как и многие другие дома сторонников Ирландского Свободного Государства. Гогарти перестроил дом в отель в 1930-х годах.
Одна из первых радиоприемных станций Маркони была построена в Турине (Tooreena) на полуострове, но проработала недолго.